# Emilio Zucchi
Emilio Zucchi (Parma, 16 marzo 1963) è un poeta, critico letterario e giornalista italiano.

## Biografia
Emilio Zucchi, nato a Parma dove tuttora vive, dopo la maturità classica si iscrive nel 1982 alla Facoltà di Magistero di Parma
(poi divenuta facoltà di Lettere e Filosofia), pubblica occasionalmente singole poesie e nel 1985 inizia a studiare recitazione al Teatro Due della stessa città lavorando in seguito come professionista nel "Marat-Sade"
di Peter Weiss, diretto da Walter Le Moli, nel ruolo di Jacques Roux.
Conclusa l'esperienza teatrale alla fine degli anni ottanta Zucchi si dedica all'attività giornalistica e nel '90 viene assunto alla Gazzetta di Parma dove si occuperà di cronaca nera fino al '93, per poi passare alle pagine culturali di cui è responsabile dal 2008.

## Attività poetica
Nel 1994 esordisce sia come poeta, con la raccolta "Il pane" pubblicata dalla casa editrice "Camparotto" con la prefazione di Leopoldo Carra e recensita con interesse, tra gli altri, da Giovanni Giudici su "l'Unità", sia come critico sulla rivista "Poesia" della Crocetti Editore per la quale tuttora scrive.
Nel 2001 pubblica la raccolta poetica "Il pioppo genuflesso" edita dalla casa editrice "Diabasis" con la prefazione di Mario Luzi che scrive:
"Leggo con un piacere insolito (...) queste brevi poesie di Zucchi, linde, intense, ben levigate(...) e quella che viene glorificata è l'attenzione, l'attenzione al mondo".

Nel 2007 Zucchi pubblica la raccolta Tra le cose che aspettano edita da Passigli con la prefazione di Maurizio Cucchi contenente alcune liriche già uscite su "Poesia" e "Almanacco dello specchio" di Arnoldo Mondadori Editore e arrivata in finale ai premi Viareggio-Rèpaci" e "CetonaVerde Poesia": i libri hanno avuto ottime recensioni da parte di Massimo Onofri, Maurizio Cucchi, Alberto Bevilacqua, Franco Manzoni, Paolo Lagazzi, Ottavio Rossani, Giuseppe Marchetti, Francesco Napoli, Leopoldo Carra, Stefano Lecchini, Domenico Cacopardo, Lucio Mariani e altri critici.
In queste raccolte il tema del dolore assume toni di pietas creaturale nelle liriche che raffigurano le sofferenze degli animali selvatici sulle colline e le montagne del Parmense e toni di denuncia etico-sociale nella rappresentazione dello sfruttamento dei lavoratori africani e del paesaggio extraurbano profanato dalla cementificazione.
Nel 2010, con il poemetto "Le midolla del male", che mette in scena il sacrificio delle donne e degli uomini della Resistenza seviziati e uccisi nelle case di tortura fasciste (intensissima e commossa la prefazione di Giuseppe Conte), Emilio Zucchi si è reso protagonista di un caso di poesia civile tragicamente e originalmente elevata alla dimensione metafisica e religiosa.
Con "Le midolla del male" Zucchi ha vinto i premi "Toti Scialoja",
LericiPea" (ex aequo con Giorgio Mannaccio)
e il Tarquinia- Cardarelli
con la seguente motivazione:
"Emilio Zucchi riceve il Premio per la poesia. Parmense, concittadino di Attilio Bertolucci, ne ha conservato la stessa feriale glorificazione della vita, ma nei modi di un'antica essenzialità: dalla raccolta Il Pane (1991) alla successiva Il pioppo genuflesso (2001) con una costante attenzione al mondo naturale. Sarebbe venuta poi la raccolta Tra le cose che aspettano (2007), in cui sempre più importante diventa lo sguardo sull'uomo e sull'inspiegabile tragedia del vivere. Una tragedia che si fa, insieme, storica e metafisica, ne Le midolla del male (2010), un poemetto di religiosa e implacabile laicità sul male e le sue troppo umane ragioni, attraverso cui Emilio Zucchi, il lettore attento di Croce e Gramsci, l'ammiratore di Pasolini, quello delle Ceneri di Gramsci, vince la difficilissima scommessa di una poesia civile senza retorica".
Il poema riscuote un notevole successo di critica da parte di Paolo Mauri (la Repubblica e la Repubblica-Firenze), Roberto Mussapi (Avvenire), Enzo Golino (Il Venerdì di Repubblica), Alba Donati (il Fatto Quotidiano-Saturno), Maurizio Cucchi (La Stampa-Tuttolibri), Alberto Bevilacqua (Corriere della Sera), Massimo Onofri (La Nuova Sardegna), Paolo Lagazzi (Poesia), Davide Rondoni (Il Sole 24 Ore-Domenica), Giuseppe Marchetti (Gazzetta di Parma), Pier Luigi Bacchini ( Aurea Parma ), Ottavio Rossani (Corriere della Sera-Blog Poesia), Loretto Rafanelli ( Liberal ), Domenico Cacopardo (Cronaca di Piacenza), Alberto Sebastiani (la Repubblica-Bologna), e altri critici.
Zucchi è stato tra gli ospiti del Festival della letteratura di Mantova nel settembre del 2011 e ha collaborato in Rai accanto ad altri poeti italiani, tra i quali Maurizio Cucchi, Giuseppe Conte e Roberto Mussapi, leggendo versi di Dante, Leopardi, Carducci, Melville, Esenin e Pasolini per la trasmissione televisiva "Unomattina". Le midolla del male è stato inoltre recitato integralmente, con particolare coinvolgimento del pubblico, dal regista e attore Gigi Dall'Aglio nel corso dell'edizione 2011 del "Parma poesia Festival".
Il dipartimento di italianistica dell'Università dell'Arizona (Tucson) ha mostrato grande interesse per il poemetto "Le midolla del male", che è stato tradotto in inglese da Giuseppe Cavatorta, già curatore di un'antologia di poeti italiani, e Brenna Ward per un volume sulla poesia italiana odierna che verrà pubblicato a cura dello stesso Cavatorta, docente del medesimo ateneo americano che sarà incluso nel secondo volume dell'antologia "The Who from afar Look like Flies. An Antology of Italian Poetry from Officina To The Present" curata dagli stessi Cavatorta e Luigi Ballerini per le Edizioni della University of Toronto Press (probabile data di pubblicazione 2015).

## Opere
- Il pane, Pasian di Prato (Udine), Campanotto Editore, 1994.
- Il pioppo genuflesso, Reggio Emilia, Diabasis, 2001, ISBN 88-8103-121-3.
- Tra le cose che aspettano, Bagno a Ripoli (Firenze), Passigli Editori, 2007, ISBN 978-88-368-1050-5.
- Le midolla del male, Bagno a Ripoli (Firenze), Passigli Editori, 2010, ISBN 978-88-368-1238-7.